# Московский зоопарк
Моско́вский зоопа́рк (Государственное автономное учреждение культуры «Московский государственный зоологический парк») — зоологический парк в центре Москвы.
Один из старейших зоопарков (1864) в Европе и пятый по площади зоопарк России после зоопарков Ярославля, Ростова-на-Дону, Новосибирска и Красноярска.
Входит в десятку самых посещаемых зоопарков мира (до 3,8 млн человек в год).
В коллекции зоопарка 1267 видов животных, 10531 особей.
Имеет статус головного зоопарка России, штаб-квартира Евро-азиатской ассоциации зоопарков и аквариумов. Активный участник международных проектов по поддержанию и изучению видов в дикой природе (реабилитация и реинтродукция), разведению редких видов животных в неволе.
Расположен рядом с Садовым кольцом между улицами Красная Пресня, Большой Грузинской и Зоологической. Главный вход находится на перекрёстке Красной Пресни и Большой Грузинской, недалеко от станций метро «Баррикадная» и «Краснопресненская».
Символом Московского зоопарка до 2014 года был дикий кот — манул. После смены руководства символ был изменён на изображение пеликанов, белок, дельфинов и фазанов. В 2019 году к 155-летию зоопарк вернул манула в качестве логотипа.
ГАУ «Московский зоопарк» подчинён Департаменту культуры Правительства Москвы.

## История
В марте 1857 года магистр зоологии, член Комитета по акклиматизации животных и растений (основано в 1856 г.) Богданов А. П. выступил с докладом «О принятии мер к устройству Зоологического сада». В 1862 году в Комитете состояло более 700 человек, для сбора денег на устройство зоосада ввели ежегодный членский взнос в 5 рублей.
Почётным членом и покровителем Комитета стал великий князь Николай Николаевич Старший, родной брат императора.
Изначально планировалось организовать зоосад на территории Нескучного сада, но в процессе организации удалось получить землю в 1863 году только в районе «Пресненские пруды». Там посреди территории сада было деревянное здание ресторана купца Шмелева, оно было выкуплено Комитетом и переделано под кафе-ресторан с наружными беседками. Был заключён четырёхлетний контракт с купцом Авдеевым на устройство катальных гор, зимнего катка и содержание кафе-ресторана. Для пополнения коллекции был выкуплен петербургский зверинец господина Зама (работавший в столице с 1842 г.), сам Зам перешел на работу в московский зоосад.
В начале января 1864 года Комитет по акклиматизации был переименован в «Императорское Русское общество акклиматизации животных и растений».
Зоологический сад (зоосад) был организован в Москве Русским Императорским обществом акклиматизации животных и растений и торжественно открыт 31 января (12 февраля) 1864 года после молебна в церкви Св. Георгия в Грузинах в присутствии великого князя Николая Николаевича Старшего и принца Петра Георгиевича Ольденбургского.
Плата за вход была установлена следующая: по праздникам — 10 коп., в остальные дни — 20 коп., но по четвергам 50 коп.
Изначально было семь помещений и в экспозиции было представлено 57 видов млекопитающих и 53 вида птиц — всего около 300 животных (в основном подаренных), в том числе тигры, леопарды, носорог, зебра, дикобразы.
Во второй половине 1860-х годов император Александр II подарил зоосаду первого слона (по имени Мавлюк, прожил до начала XX века).
Одним из главных инициаторов создания зоосада стал профессор Московского университета Анатолий Петрович Богданов. Он называл зоосад «живым музеем на открытом воздухе». Архитектором первых построек зоосада являлся П. С. Кампиони. Первым инспектором (директором) зоосада стал профессор Я. Н. Калиновский.
Не имея полноценной государственной поддержки, зоосад с первых же лет оказался в тяжелом материальном положении. Выручка от входной платы, пожертвования Императорской семьи и частных лиц не покрывали расходы зоосада на закупку и содержание животных, строительство и ремонт сооружений. Пытаясь поправить бюджет зоосада, Общество акклиматизации продало за границу многих животных, в результате чего обеднела экспозиция и упала посещаемость. В 1874 году зоосад был передан Обществом в аренду на несколько лет частному предпринимателю А. А. Рябинину, в результате чего к 1878 году сад пришел почти в полный упадок.
В 1880—1890-е годы положение выправилось благодаря пожертвованиям частных лиц, умелой и самоотверженной работе А. П. Богданова, А. Н. Маклакова, В. В. Попова, В. А. Вагнера, Н. М Кулагина и многих других видных членов Общества акклиматизации. И все же к 1900 году долги зоосада составляли огромную по тому времени сумму 100 000 руб.. К 1892 на пожертвования был построен новый оригинальный вход с башнями.

### XX век

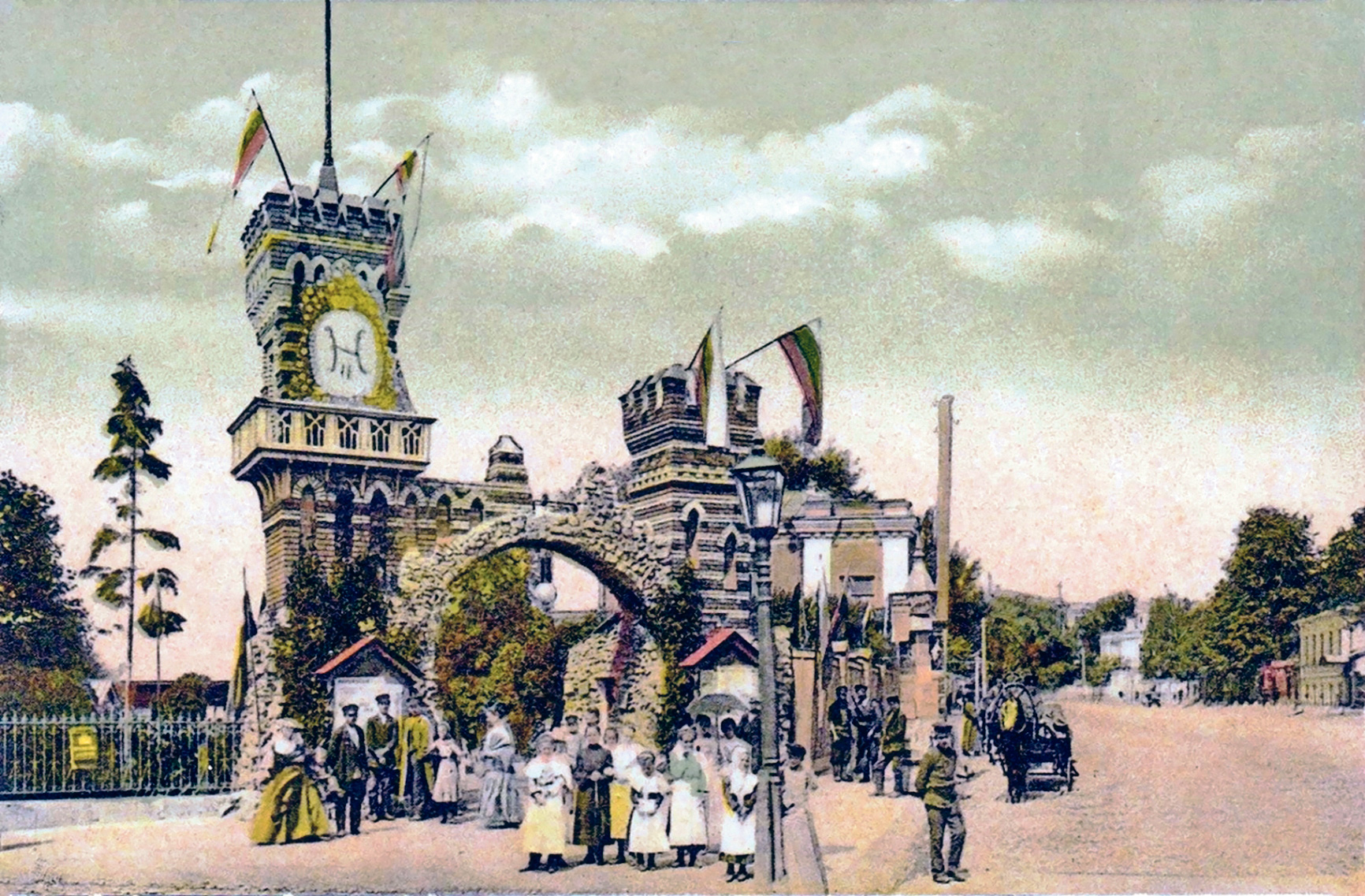
Вход в Московский зоосад, 1913 г.

В 1903 году Общество вновь передаёт зоосад в аренду — директору сада И. А. Антушевичу, и опять это лишь ухудшает состояние дел. Во время вооружённых столкновений на Пресне осенью 1905 года зоосад оказался в центре революционных боёв и сильно пострадал: был разрушен недавно построенный Аквариум, сожжены многие деревянные здания, сгорели архивы и библиотека, погибли многие животные.
В 1913 году зоосад серьёзно пострадал от наводнения. В первые годы после Октябрьской революции от полного уничтожения зоосад был спасён «только благодаря энтузиазму, самоотверженности и любви к животным его сотрудников».
Ключевым событием, определившим всю последующую историю Московского зоологического сада, стала его национализация декретом Совета народных комиссаров от 27 марта 1919 года. Сначала руководство зоосадом было возложено на Главное управление научными учреждениями Наркомпроса, но в ноябре 1923 года зоологический сад был передан в ведение Моссовета и включен в городской бюджет. Директором сада был назначен биолог М. М. Завадовский, который вскоре пригласил на работу П. А. Мантейфеля. Городские власти стали выделять значительные средства на ремонт, закупку кормов и пополнение коллекции животных.
В 1924 году по ходатайству М. М. Завадовского городские власти передали зоосаду расположенный по соседству земельный участок (так называемый Морозовский парк) площадью 12 га, что увеличило общую площадь зоосада до 26 га. В соответствии с концепцией градостроительного плана «Большая Москва» территорию расширили до Садово-Кудринской улицы, а на соседнем участке в 1927—1929 годах выстроили планетарий, который с новой территорией зоопарка связали лестницами.
В 1925—1927 годах на Новой территории зоопарка по проекту архитектора К. К. Гиппиуса соорудили искусственные возвышенности — «Остров зверей» и «Турью горку», построили обезьянник и павильон «Полярный мир». Новая территория торжественно открылась 3 октября 1926 года. Вечерняя Москва писала об этом событии:

«Вчерашний день был совершенно исключительным в истории Московского зоопарка. Уже с утра трамваи и автобусы, идущие по направлению к Зоопарку, брались с боя. Шесть касс не могли справиться с тысячными толпами, и администрация парка, мобилизовав всех своих сотрудников для продажи билетов, открывала одним за другим новые окна-кассы, спешно прорубаемые дворниками прямо в заборе. До 4 час. дня работало 11 касс, а публика, пользуясь прекрасным осенним днем, продолжала прибывать. Всего за вчерашний день Зоопарк посетило 30 тысяч чел., — цифра ещё небывалая за все время существования зоопарка»— Вечерняя Москва от 4 октября 1926 г.
Открытие Новой территории послужило поводом для переименования зоосада в зоопарк, так как принципы показа животных на Острове зверей и Полярном мире были избраны самые современные — на больших территориях, в условиях, приближенных к естественным, без решеток и сеток.
В зоопарке увеличилась коллекция животных. Если в 1910-х годах в зоосаде было около 300 видов животных (а в первые годы после революции их количество сократилось вдвое), то к концу 1920-х годов насчитывалось уже более 500 видов, были созданы научно-исследовательская лаборатория экспериментальной биологии, ветеринарная и паразитологическая лаборатории, появились такие новые самостоятельные экспозиции, как террариум и инсектарий, организовано экскурсионное бюро. В 1924 году при зоопарке был образован КЮБЗ (Кружок юных биологов зоопарка) — старейший из ныне действующих юннатских кружков России. Под научным руководством П. А. Мантейфеля и при активном участии кюбзовцев в 1929 году в зоопарке впервые была решена задача размножения соболя в неволе.
В 1930-е годы в Московском зоопарке появляются экспериментальные формы работы с животными, как площадка молодняка (1933) и секция выездных животных (1936). В 1938 году создается лаборатория кормления, которая разрабатывала научно обоснованные рационы кормления животных зоопарка.
В 1936—1938 годах в зоопарке проводились масштабные строительные работы: полностью перестроен слоновник, сооружены бассейны для бегемотов, морских львов, тюленей, новые помещения попугайника и ветеринарной лаборатории, переоборудовано и отремонтировано большинство старых зданий. Прежний вход в зоопарк был заменён новым, его украсили скульптурные группы животных работы В. А. Ватагина и Д. В. Горлова. Зоопарк стал одним из самых популярных мест отдыха москвичей: в 1938 году посещаемость Московском зоопарке достигла 3 млн человек, что более чем в 10 раз превысило дореволюционный уровень (280 тыс. посетителей в наиболее успешном 1913 году).
Спустя месяц после начала Великой Отечественной войны, в ночь с 22 на 23 июля 1941 года, Московский зоопарк подвергся первой бомбардировке, в результате которой сгорели управление зоопарка, архивы, пожары возникали в обезьяннике, львятнике, слоновнике. После этого часть животных была эвакуирована в Свердловский зоопарк: с ними в эвакуации работала, а осенью 1944 года транспортировала выживших зверей обратно в Москву В. В. Чаплина. Другая партия животных была отправлена в Сталинград, но о судьбе этого транспорта сведений не сохранилось. Остававшиеся в зоопарке сотрудники под руководством директора Т. Е. Бурделева героически продолжали работать и не только спасли большую часть коллекции животных, но и обеспечили непрерывную работу Старой территории Московского зоопарка в самые трудные годы войны. Новая территория была закрыта, хотя часть животных там оставалась. На Острове зверей устроили склад боеприпасов, а на его верхней площадке разместили зенитную батарею. Зимой 1941 года «на Острове зверей осталась только одна бурая медведица Зойка, которая залегла в берлогу, ею же самостоятельно вырытую, так что её не стали трогать».

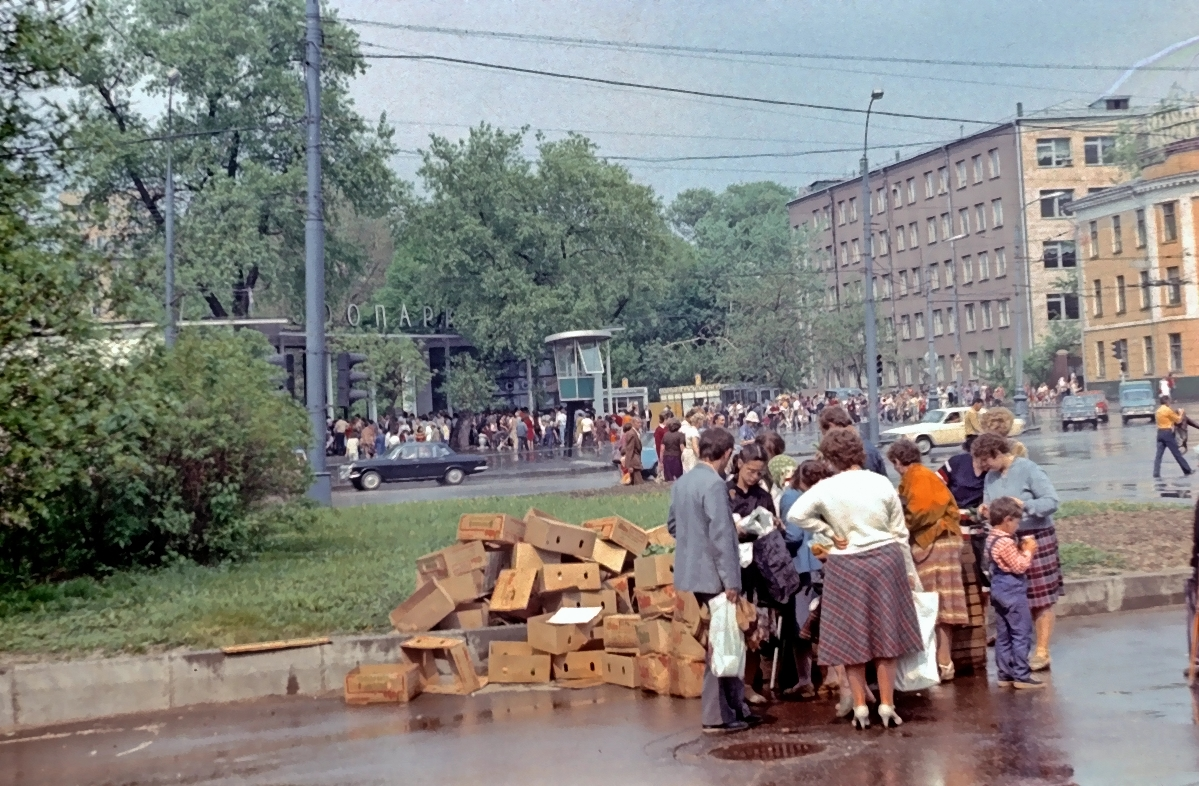
Зоопарк в 1985 году

С 1951 по 1977 год зоопарком руководил И. П. Сосновский. В эти годы коллекция животных не только восстановилась, но и превзошла довоенный уровень. При этом содержание животных ещё более уплотнилось, а здания и сооружения (часть из которых не перестраивалась с дореволюционных времен) не только не соответствовали такому количеству животных, но и требовали беспрерывных усилий по ремонту. 100-летний юбилей зоопарка, отмечавшийся в 1964 году, был отмечен устройством нового главного входа, капитальным ремонтом многих зданий, вольеров, загонов, очисткой прудов. Однако это были лишь временные полумеры, обветшавшее техническое хозяйство зоопарка настоятельно требовало кардинальной реконструкции.
Эту задачу удалось решить лишь следующему директору зоопарка В. В .Спицину, чему способствовала активная личная поддержка мэра Москвы Ю. М. Лужкова. В 1990 году началась реконструкция зоопарка (МНИИП «Моспроект 4», архитекторы А. Андреев, И. Гусев, Л. Краузе, И. Гнедовская, инженеры. А. Беляев, И. Дергалов). К 1997 году был построен Пешеходный переход — широкий мост через Большую Грузинскую улицу. Также были построены экспозиция «Скала хищных птиц», «Австралия», «Южная Америка», «Полярный мир» и др.
На территории зоопарка расположены Пресненские пруды; Большой пруд сохранился со времени основания Московского зоопарка в 1864 году.

### XXI век

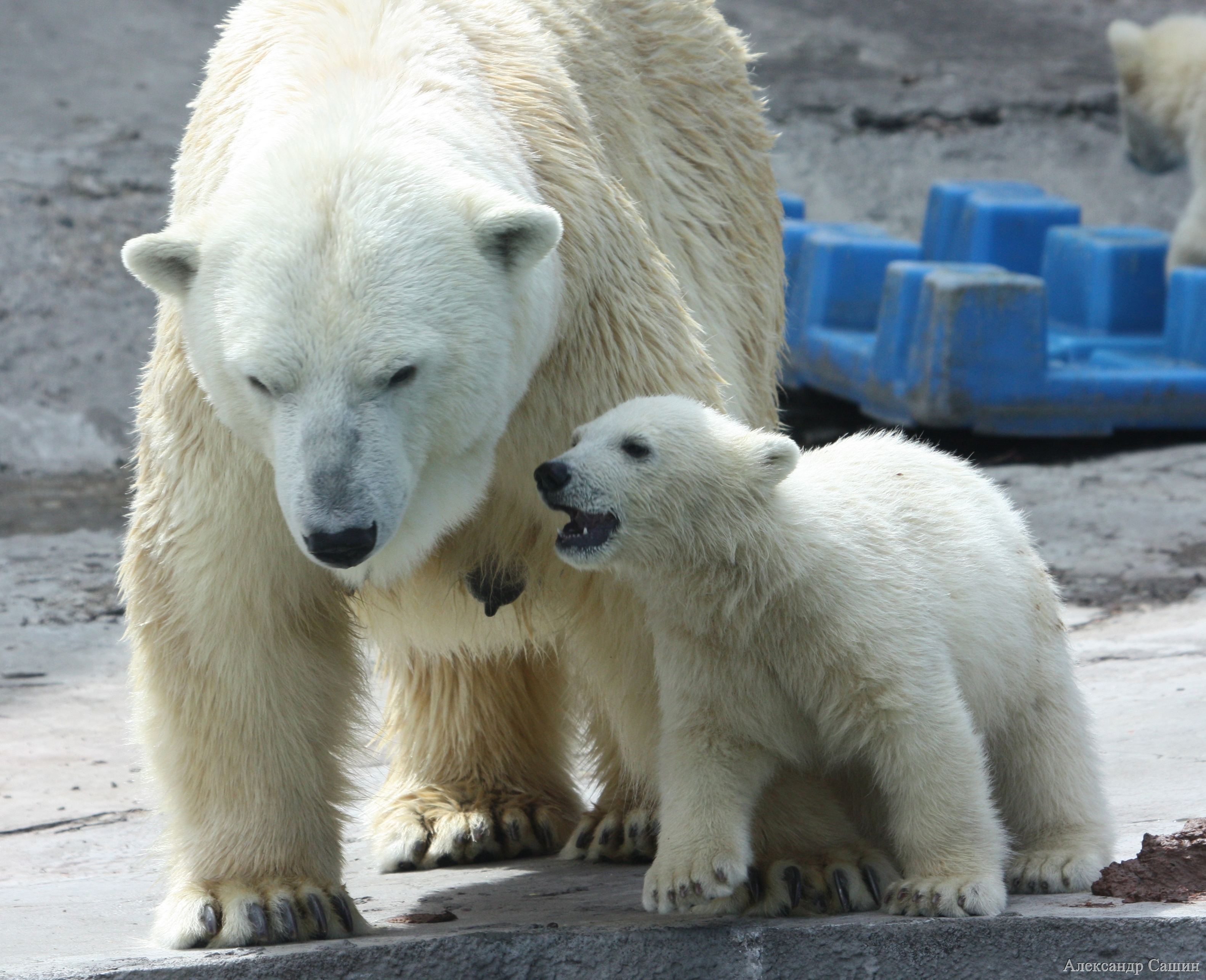
Белый медведь

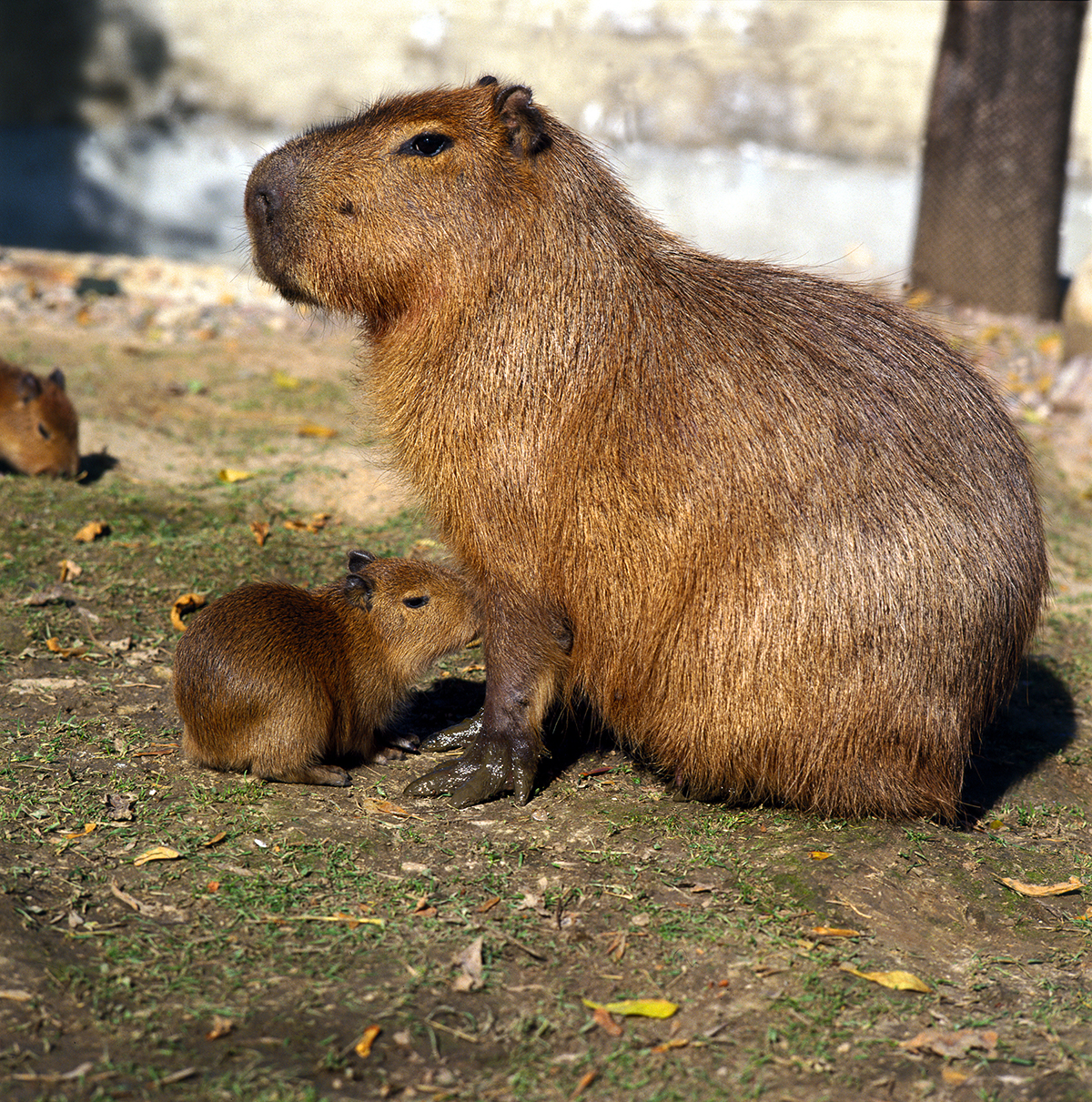
Капибара

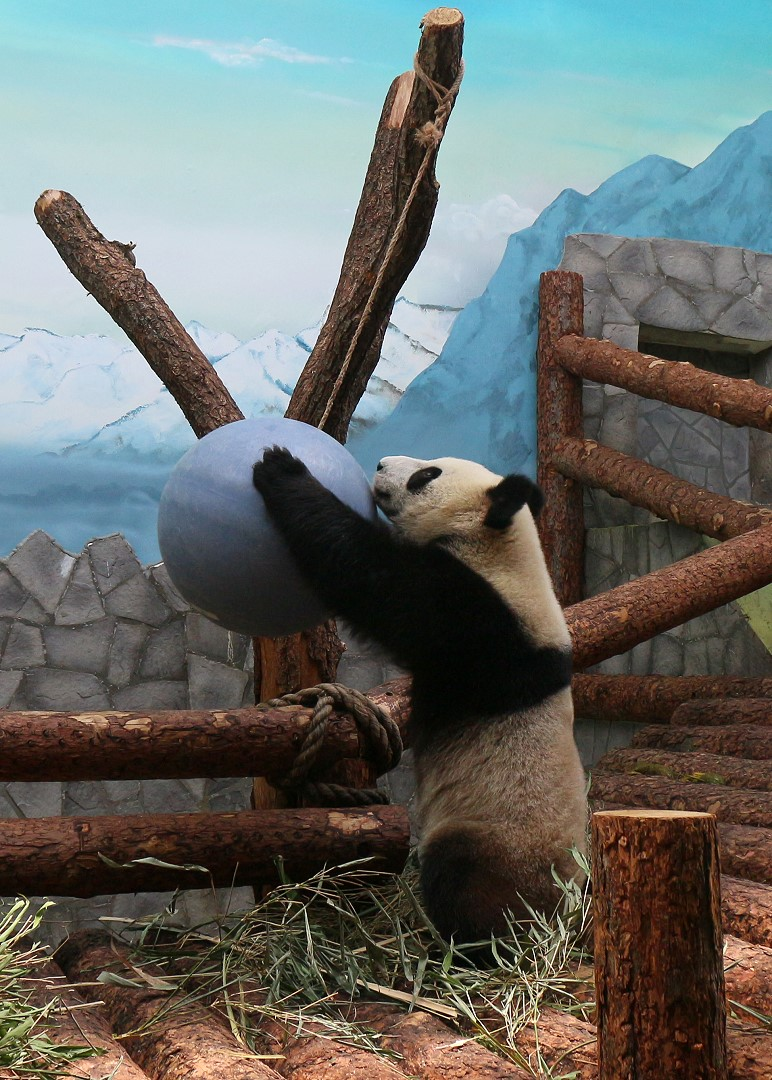
Большая панда, 2019 г.

В 2014 году Московский зоопарк отметил 150-летний юбилей. В течение года проходила масштабная реконструкция, которая постепенно обновила облик зоопарка. Самым заметным изменением стала реконструкция прудов на Старой территории и круга катания на пони. Кроме того, силами Московского зоопарка отремонтированы 19 вольеров, в том числе для животных Южной Америки и Австралии, все внутренние вольеры Дома обезьян, для нутрий, выдр, перестроены вольеры для росомах, «Птичий ряд». В ранее пустующих помещениях открылись выставки «Тропический лес и таинственный мир амфибий», «Удивительный мир рептилий». Открыта Оранжерея — более 100 видов тропических растений и несколько десятков видов экзотической фауны. Ещё одним юбилейным мероприятием стала международная конференция с участием профессионалов из 31 страны. В рамках празднования 150-летнего юбилея в музейно-выставочном центре «Рабочий и колхозница» музейно-выставочного объединения «Манеж» состоялась выставка «Как построить зоопарк?» — выставка об истории зоопарка в контексте истории большого города, познакомить посетителей с зоопарком, «которого не видно», с тем, как устроена жизнь животных и людей, которые о них заботятся. Кроме того, к юбилею зоопарка был снят фильм «Зоопарк с человеческим лицом»
В феврале 2014 года у Московского зоопарка появились учётные запись в Twitter и Instagram, а в июле 2014 года англоязычное издание о русской культуре The Calvert Journal признало Instagram Московского зоопарка одним из 24 лучших в России. Сайт Московского зоопарка стал победителем старейшего российского конкурса интернет-проектов «Золотой сайт» в номинации «Музеи, архивы, библиотеки и достопримечательности»
В мае 2016 года завершены работы по оснащению зоопарка беспроводным Интернетом. Wi-Fi бесплатный для всех посетителей.
С 2013 года в зоопарке проводятся новогодние мероприятия. 24 ноября 2016 года в Московском зоопарке был организован проект «Зоополис»: проводились мастер-классы, экскурсии, новогодний спектакль.
30 октября 2017 года Московский зоопарк выпустил мобильное приложение, озвученное телеведущим Н. Н. Дроздовым. В приложении доступны аудиогид и навигатор
В период с 2017 по 2019 годы на территории Детского зоопарка прошла комплексная реконструкция, в результате которой работа учреждения была приведена в соответствие с международными стандартами содержания животных. В частности, на контактной площадке сделали специальные укрытия, в которых животные могут находиться столько, сколько захотят, и не выходить к посетителям против воли.
В апреле 2019 года впервые за последние почти 50 лет в Московском зоопарке поселились большие панды из Китая — Диндин и Жуи. Согласованный срок аренды — 15 лет, ибо Китай не продаёт больших панд. Панды живут в вольере «Фауна Китая», где установлены общедоступные веб-камеры  для наблюдения за ними.
24 мая 2019 года в Московский зоопарк из Германии привезли гривистого волка, занесенного в Красную книгу, в рамках европейской программы по сохранению популяции гривистых волков в неволе. В Московском зоопарке, с 2017 года, живёт гривистая волчица Эмилия, которую привезли из Брно. Теперь волки составят пару.
В 2022 году открыт новый входной павильон Московского зоопарка рядом с выходом метро «Баррикадная». Павильон имеет два этажа с билетными кассами и турникетами.
В 2022 году в зоопарке вылупились пингвины Гумбольдта. Они находятся в Международной Красной книге в категории «уязвимый».
В июле 2022 года достроили павильон «Ластоногие» с помещениями для белуг, сивучей, моржей, северных морских котиков, тюленей.

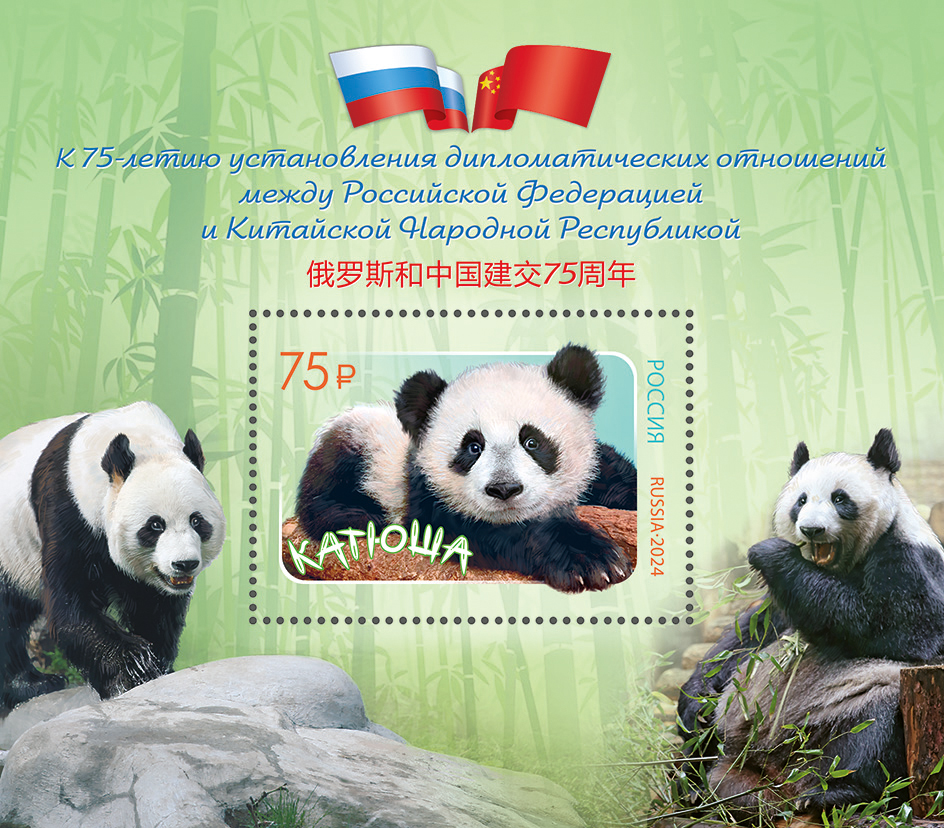
Родившаяся в Московском зоопарке панда Катюша на почтовом блоке России 2024 года

30 августа 2023 года стало известно о первом в истории детёныше большой панды, родившемся в России. При этом знакомство панд Жуи и Диндин состоялось весной того же года. Этой большой  панде дали имя Катюша.
12 февраля 2024 года Московский зоопарк отметил 160-летие его открытия

### Руководители зоопарка
- 1864 — Калиновский, Яков Николаевич, инспектор Московского зоосада[57].
- 1867 — Усов, Сергей Алексеевич, зоолог, управляющий Московским зоосадом[58].
- 1873 — Рябинин А. А., арендовал зоосад в 1873—1878 годах[59].
- 1878 — Попов, Владимир Васильевич, зоолог, управляющий Московским зоосадом[60].
- 1883 — Вагнер, Владимир Александрович, зоопсихолог, управляющий Московским зоосадом[60].
- 1889 — Кулагин, Николай Михайлович, биолог, директор Московского зоосада[61].
- 1895 — Антушевич, Ипполит Александрович, секретарь Общества акклиматизации, директор Московского зоосада[62].
- 1904 — Погоржельский, Владислав Андреевич, директор Московского зоосада[21].
- 1916/1917 — Белоголовый, Юрий Аполлонович, биолог, директор Московского зоосада[24].
- 1918 — Кожевников, Григорий Александрович, биолог, председатель Временного Комитета по национализации и управлению зоосадом[63].
- 1920 — Котс, Александр Фёдорович, биолог, директор Московского зоосада[64].
- 1923 — Завадовский, Михаил Михайлович, биолог, директор Московского зоосада/зоопарка[65].
- 1927 — Новиков, Сергей Александрович, биолог, директор Московского зоопарка[66].
- 1928 — Эрман, Анатолий Осипович, член Моссовета, директор Московского зоопарка[67],[68].
- 1929/1930 — Климек, Евгений Михайлович, директор Московского зоопарка[67].
- 1936 — Островский, Лев Владимирович, директор Московского зоопарка[69].
- 1941 — Бурделев, Трофим Ермолаевич, учёный-ветеринар, директор Московского зоопарка[70].
- 1950 — Бутыгин, Сергей Васильевич, директор Московского зоопарка[71].
- 1951 — Сосновский, Игорь Петрович, натуралист и общественный деятель, директор Московского зоопарка[72].
- 1977 — Спицин, Владимир Владимирович, учёный-зоотехник, директор (президент) Московского зоопарка[73].
- 2013 — Колобова, Наталья Владимировна, финансист, исполнительный директор ГАУ «Московский зоопарк»[74][75].
- 2016 — Акулова, Светлана Владимировна, инженер-эколог, генеральный директор ГАУ «Московский зоопарк»[76].

## Основные экспозиции зоопарка
«Старая территория»:
- «Большой пруд»
- «Фазаны»
- «Кошки тропиков»
- «Гепарды»
- «Фауна Китая»

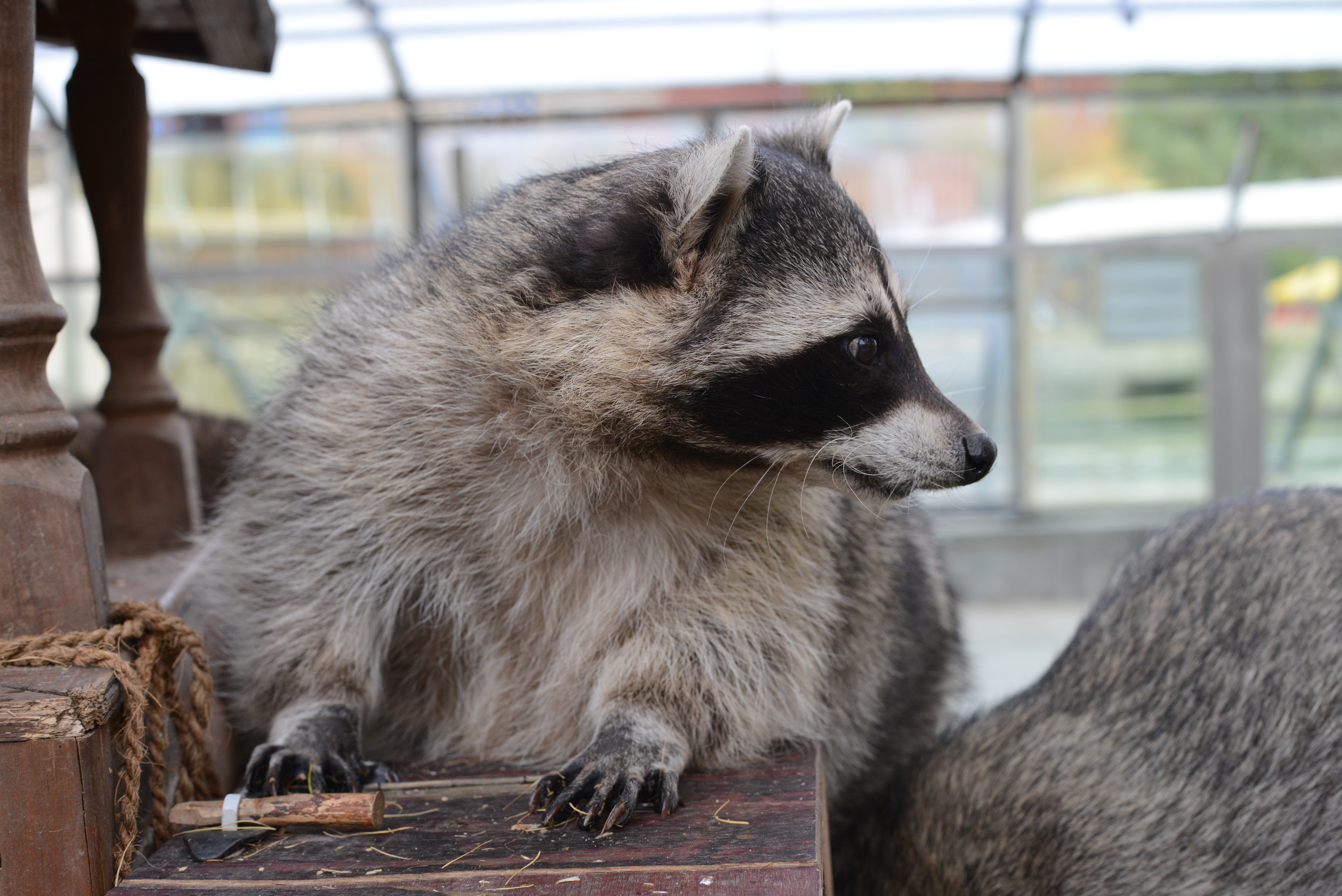
Енот

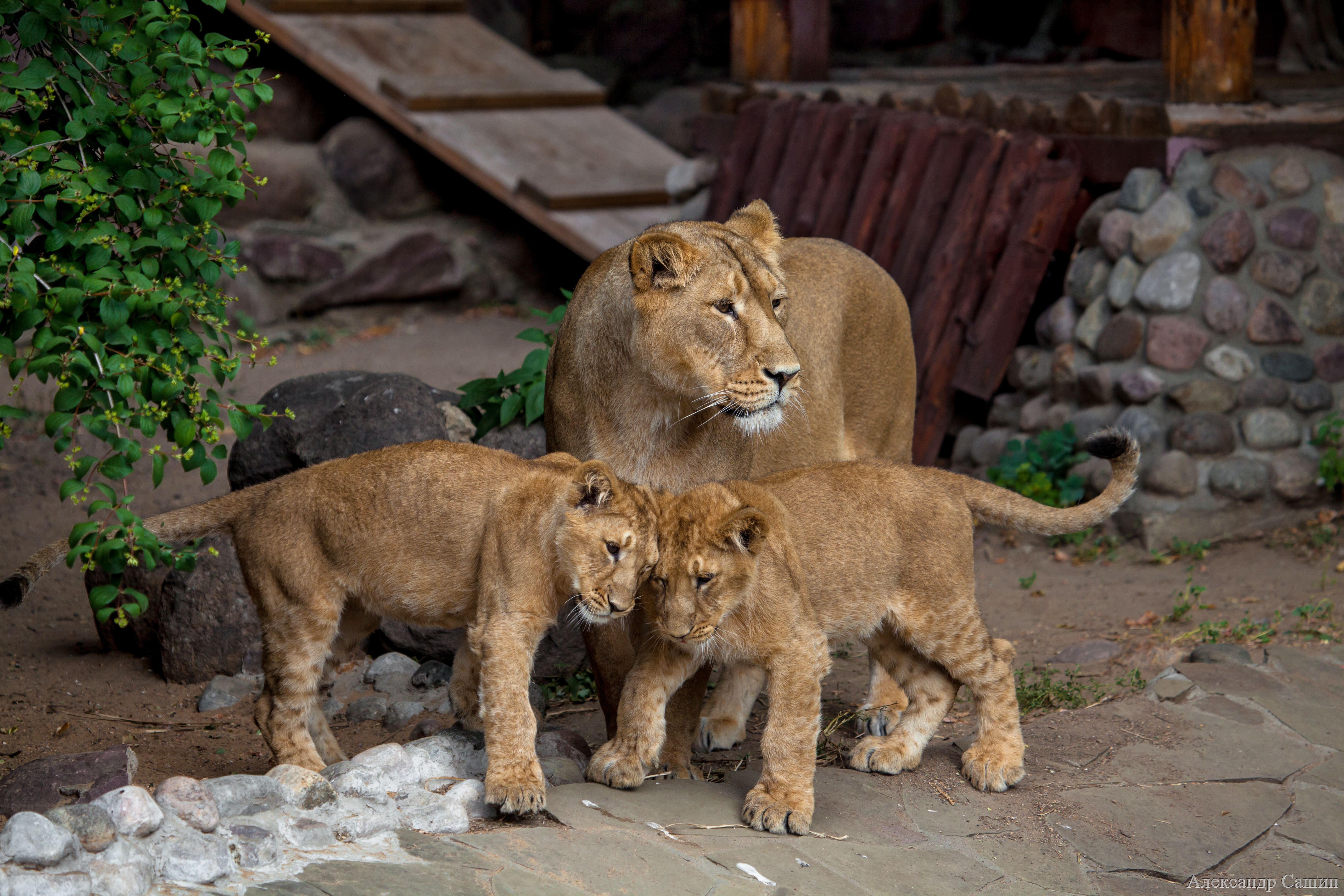
Мать-львица и два детёныша

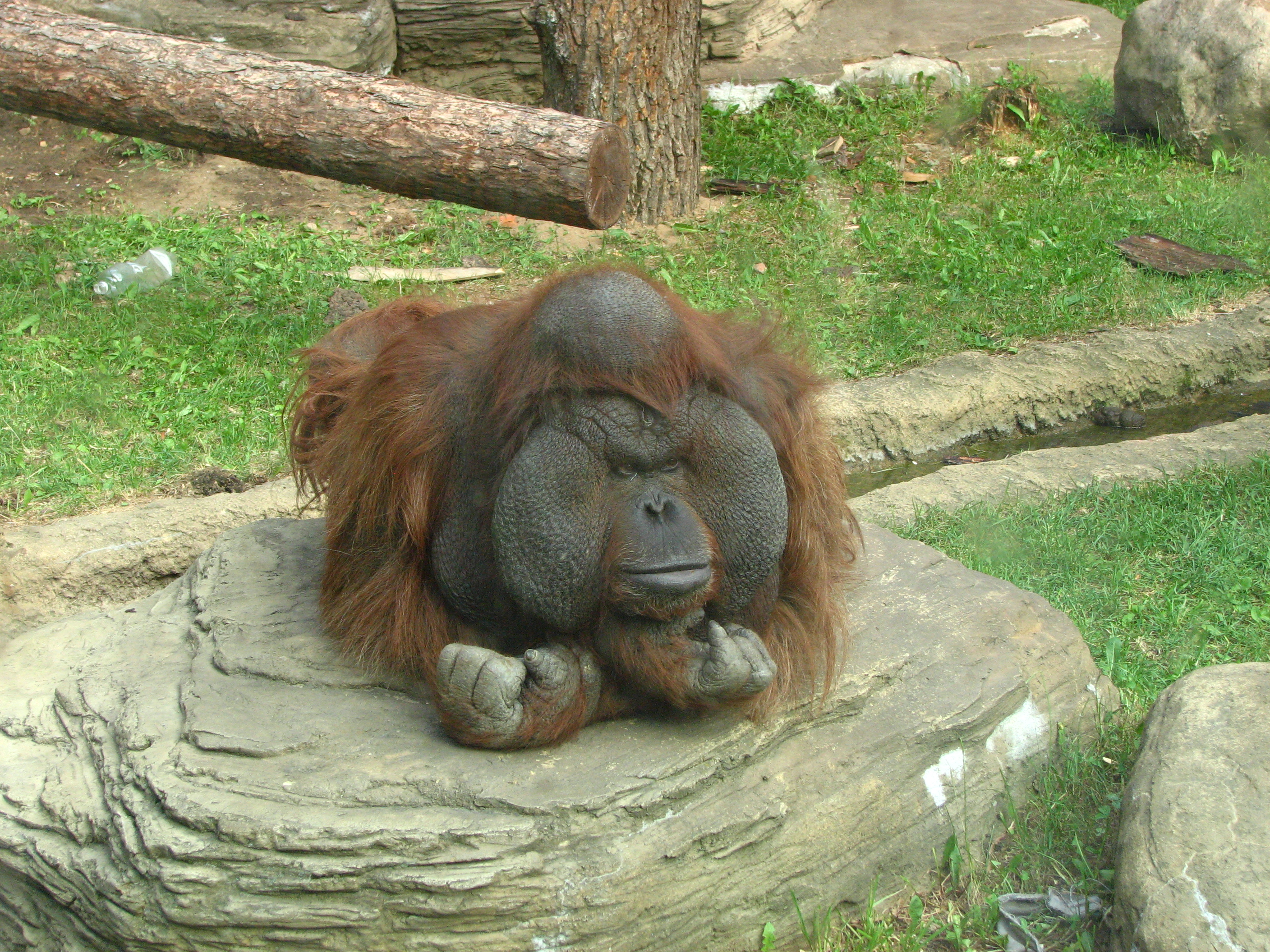
Калимантанский орангутан

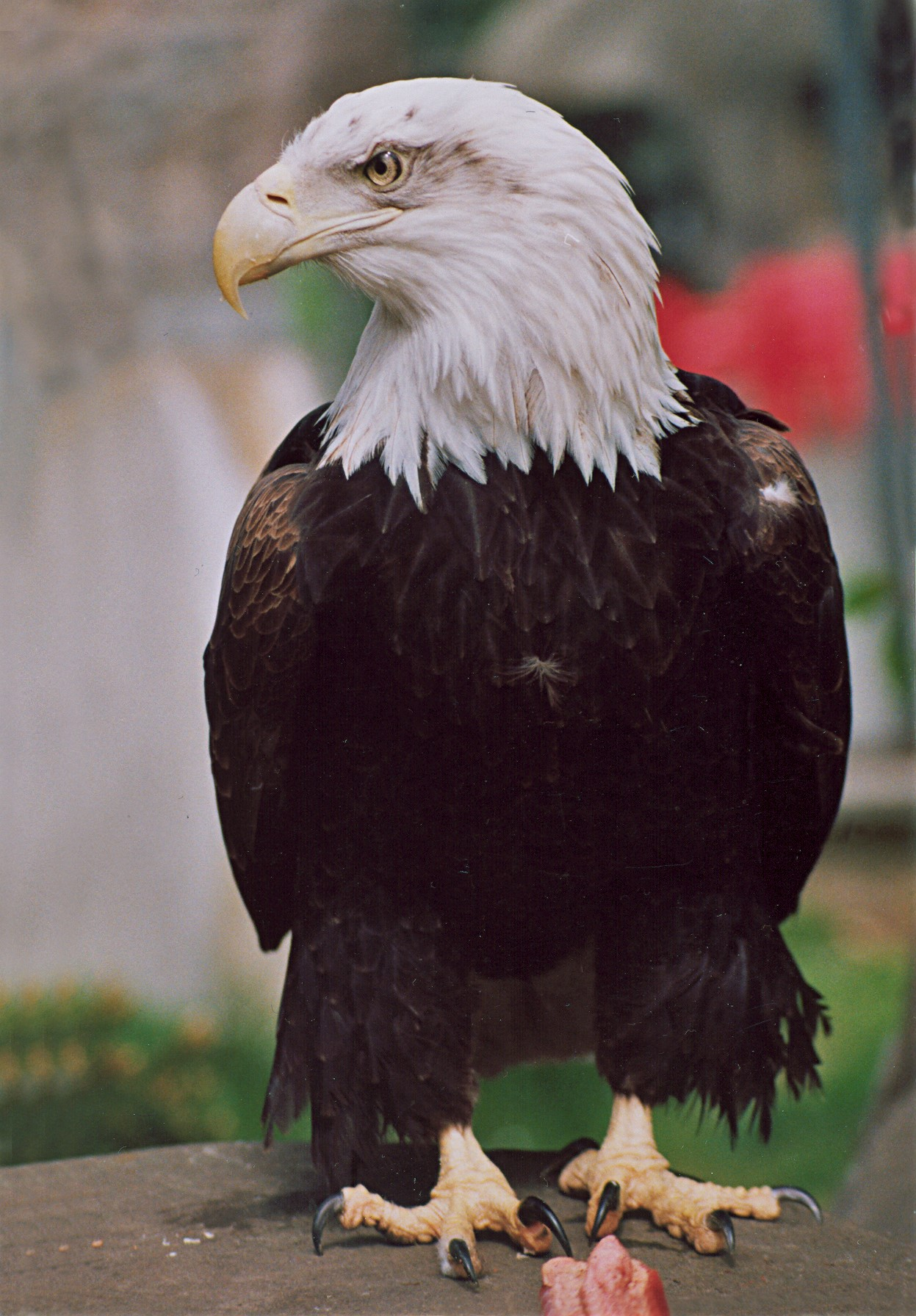
Белоголовый орлан

- «Очковые медведи и медведи-губачи»
- «Дом жирафа»
- «Белохвостые гну и тапиры»
- «Скала хищных птиц»
- «Овцебыки и снежные козы»
- «Кошачий ряд»
- «Собачий ряд»
- «Кианги»
- «Австралия»
- «Дом птиц»
- «Еноты»
- «Ластоногие»
- «Слоновник»
- «Тайны тропического леса»
- «Фауна степей»
- «Удивительный мир рептилий»
- «Малый пруд»
- «Арахноландия»
- Круг катания на пони
- «Фауна России»
- «Ночной мир»
- «Журавли и аисты»
- «Южная Америка»
- «Переходной мост»

«Новая территория»:
- «Пруд Новой Территории»
- «Выдры и харзы»
- «Полярный мир»
- «Росомахи»
- «Болото»
- «Турья горка»
- «Птицы и бабочки»
- «Инсектопия»
- «Копытные Азии»
- «Остров зверей»
- «Экзотариум»
- «Копытные Африки»
- «Конюшня»
- «Дом обезьян»
- «Террариум»
- «Детский зоопарк»

Коллекция на 01.01.2019:
- млекопитающие — 194 вида, 1560 экз.;
- птицы — 330 вида, 2448 экз. + 1000 (лётная популяция уток);
- рептилии — 246 видов, 754 экз.;
- амфибии — 59 видов, 343 экз.;
- рыбы — 139 видов, 1832 экз.;
- беспозвоночные — 245 видов.

Всего: 1267 вида, 10531 экз., включая одну тысячу лётных уток

## Виды животных
(Кроме Краснопресненской у зоопарка есть филиалы - центр воспроизводства редких видов животных в Сычёво и зоосад в вотчине Деда Мороза в Великом Устюге, поэтому животные из этих двух филиалов, тоже будут учитываться в этом списке.)
Отряд хищные:
- Амурский тигр
- Азиатский лев
- Дальневосточный леопард
- Камышовый кот
- Манул
- Степной кот
- Дальневосточный лесной кот
- Пума
- Ягуарунди
- Обыкновенная рысь
- Ирбис
- Гепард
- Полосатая гиена
- Пятнистая гиена
- Бурая гиена
- Сурикат
- Бинтуронг
- Фосса
- Волк
- Азиатский шакал
- Обыкновенная лисица
- Фенек
- Гривистый волк
- Красный волк
- Песец
- Кустарниковая собака
- Енотовидная собака
- Медоед
- Харза
- Лесная куница
- Соболь
- Речная выдра
- Бразильская выдра
- Росомаха
- Енот-полоскун
- Обыкновенная носуха
- Кинкажу
- Малая панда
- Большая панда
- Бурый медведь
- Белый медведь
- Гималайский медведь
- Морж
- Сивуч
- Северный морской котик
- Морской заяц
- Пёстрая нерпа
- Серый тюлень

Отряд парнокопытные:
- Карликовый бегемот
- Двугорбый верблюд (домашний)
- Викунья
- Альпака
- Лама
- Гуанако
- Як (домашний)
- Овцебык
- Такин
- Дагестанский тур
- Винторогий козёл
- Голубой баран
- Чёрная антилопа
- Обыкновенный дикдик
- Европейская лань
- Северный олень
- Европейский лось
- Жираф
- Большой оленёк

Отряд Рукокрылые:
- Очковый листонос
- Нильский крылан

Отряд Непарнокопытные:
- Лошадь Пржевальского
- Зебра Греви
- Равнинный тапир

Отряд Насекомоядные:
- Ушастый ёж
- Белогрудый ёж
- Африканский карликовый ёж

Отряд Приматы:
- Кошачий лемур
- Сенегальский галаго
- Бенгальский лори
- Малый лори
- Обыкновенный потто
- Азарская мирикина
- Траурный капуцин
- Беличий саймири
- Карликовая игрунка
- Эдипов тамарин
- Золотистая львиная игрунка
- Буроголовый тамарин
- Краснорукий тамарин
- Бледный саки
- Японский макак
- Вандеру
- Мартышка-диана
- Мандрил
- Восточный колобус
- Западная горилла
- Борнейский орангутан
- Суматранский орангутан
- Чернорукий гиббон

Отряд Грызуны:
- Обыкновенная белка
- Сибирский бурундук
- Обыкновенная летяга
- Байбак
- Саванная соня
- Капская земляная белка
- Соня-полчок
- Северная тонкохвостая крыса
- Мышь-малютка
- Жирнохвостая песчанка
- Песчанка Виноградова
- Золотистая иглистая мышь
- Керманский мышевидный хомячок[англ.]
- Желтая пеструшка
- Обыкновенный бобр
- Дегу
- Шиншилла
- Пунчана
- Морская свинка
- Чакоанская мара
- Капибара
- Пака

Отряд Зайцеобразные:
- Заяц-беляк
- Европейский кролик (домашний)

Отряд Трубкозубы:
- Трубкозуб

Отряд Даманы:
- Даман Брюса

Отряд Хоботные:
- Азиатский слон

Отряд Афроциссиды:
- Малый ежовый тенрек

Отряд Неполнозубые:
- Тамандуа
- Гигантский муравьед
- Двупалый ленивец

Отряд Броненосцы:
- Шаровидный броненосец
- Щетинистый броненосец

Отряд Двурезцовые сумчатые:
- Рыже-серый валабби
- Сахарная сумчатая летяга
- Карликовый летучий кускус

Птицы:
Отряд Аистообразные:
- Белый аист
- Чёрный аист
- Египетская цапля
- Жёлтая цапля
- Большая белая цапля
- Серая цапля
- Большая выпь
- Алый ибис
- Обыкновенная колпица
- Розовая колпица
- Седлоклювый ябиру

Отряд Воробьинообразные:
- Голубая сорока
- Ворон
- Клушица
- Сойка
- Зелёный саи
- Пурпурная танагра-медосос
- Синий дакнис
- Бирюзовая танагра
- Обыкновенная овсянка
- Горная овсянка
- Голубая ирена
- Обыкновенный скворец
- Розовый скворец
- Балийский скворец
- Чёрный дрозд
- Дрозд-рябинник

Отряд Голубеобразные:
- Вяхирь
- Сизый голубь
- Хохлатый бронзовокрылый голубь
- Бриллиантовая горлица
- Двуцветный плодоядный голубь
- Чёрногребенчатый плодоядный голубь[англ.]
- Гривистый голубь
- Лусонский кровавогрудый куриный голубь
- Веероносный венценосный голубь

Отряд Гусеобразные:
- Серый гусь
- Гуменник
- Короткоклювый гуменник
- Сухонос
- Горный гусь
- Пискулька
- Белолобый гусь
- Канадская казарка
- Краснозобая казарка
- Чёрная казарка
- Белощёкая казарка
- Гавайская казарка
- Лебедь-шипун
- Чёрный лебедь
- Черношейный лебедь
- Малый лебедь
- Лебедь-кликун
- Коскороба
- Кряква
- Чирок-свистунок
- Коричневый чирок
- Лайсанский чирок
- Шилохвость
- Багамская шилохвость
- Исландский гоголь
- Пеганка
- Огарь
- Сероголовый огарь
- Новозеландский огарь
- Широконоска
- Австралийская широконоска
- Чирок-клоктун
- Магелланов гусь
- Красноголовый гусь
- Свиязь
- Мраморный чирок
- Египетский гусь
- Мандаринка
- Каролинская утка

Отряд Дятлообразные:
- Большой тукан

Отряд Журавлеобразные:
- Японский журавль
- Черношейный журавль
- Стерх
- Индийский журавль
- Даурский журавль
- Красавка
- Райская красавка
- Восточный венценосный журавль
- Сероспинный трубач

Отряд Казуарообразные
- Шлемоносный казуар
- Эму

Отряд Кукушкообразные:
- Большая шпорцевая кукушка

Отряд Курообразные:
- Калифорнийский хохлатый перепел
- Хохлатый гокко[англ.]
- Обыкновенная цесарка
- Чубатая цесарка
- Фазан Свайно
- Серебряный фазан
- Обыкновенный павлин
- Фазан аргус

Отряд Ястребообразные:
- Ягнятник
- Птица-секретарь
- Андский кондор
- Беркут
- Могильник

Отряд Пингвинообразные:
- Субантарктический пингвин
- Очковый пингвин
- Пингвин Гумбольдта

Отряд Совообразные:
- Обыкновенная сипуха
- Мохноногий сыч
- Белая сова
- Болотная сова
- Ушастая сова
- Серая неясыть
- Длиннохвостая неясыть
- Бородатая неясыть
- Филин

Пресмыкающиеся: Отряд черепахи:
- Слоновая черепаха
- Лучистая черепаха
- Угольная черепаха

## Опекунство
Каждый человек или организация любой формы собственности может выбрать полюбившееся животное и стать его опекуном. Для этого надо заключить с зоопарком договор о благотворительной помощи. Согласно договору Опекун оплачивает кормление и содержание выбранного животного. Содержание составляет 50 % от стоимости кормления. Опекуны смогут получить «свидетельство» об опекунстве любимых животных. Среди возможностей опекуна: пропуск в зоопарк, возможность посещать опекаемого животного по предварительной договоренности и в сопровождении, разрешение на размещение информационной таблички и др.

## Центр воспроизводства редких видов животных

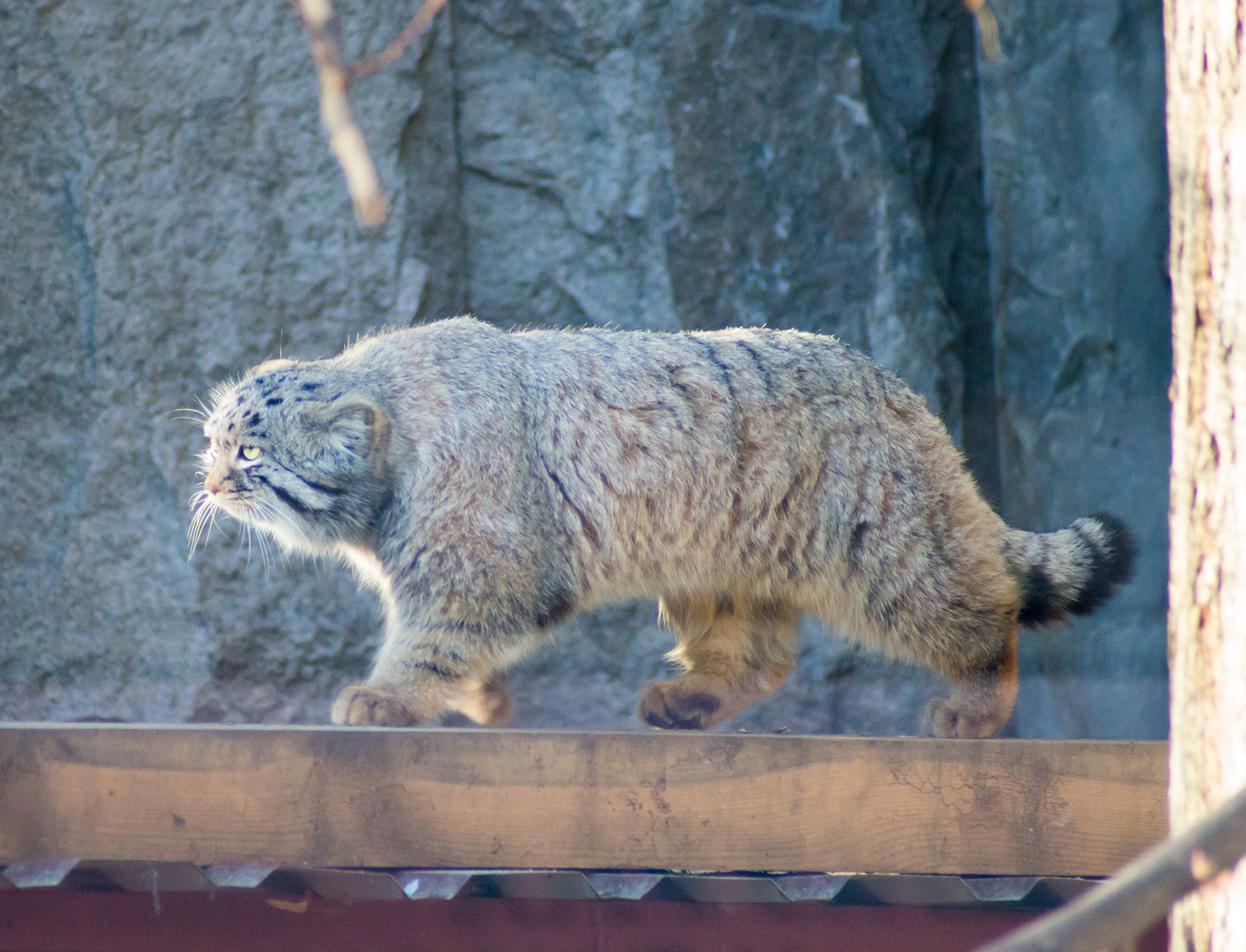
Символ зоопарка: редкий палласов кот — манул, 2014

Центр занимается формированием размножающихся пар и групп редких животных, разработкой и применением новых приёмов и методов их содержания и разведения. Зоопитомник (в 2014 году переименован в Центр воспроизводства редких видов животных) организован в 1994 г. Находится в Волоколамском районе в 97 км от Москвы. Общая площадь — 200 га.
В Центре содержатся 213 видов и более 7500 экземпляров животных, 78 видов включены в Красные книги России и Международного союза охраны природы. Зоопарк участвует в 16 программах ЕЕР по разведению редких и исчезающих животных. Здесь живут такие «редкости», как дальневосточные леопарды, забайкальские манулы, гепарды, амурские тигры, среднекитайские красные волки, росомахи, харзы. Получен приплод от манулов, красных волков, харз. Излишнее беспокойство неблагоприятно сказывается на разведении животных, но тем не менее, посещение Центра, в том числе по выходным и праздничным дням, доступно в составе организованной или сборной экскурсионной группы.

## Музей Московского зоопарка
Основан в 2008 году в старинном двухэтажном здании постройки конца XIX — начала XX веков, расположенном на территории зоопарка. На первом этаже имеется помещение для копытных, в котором более 30 лет жил жираф Самсон, а сам музей находится на втором этаже. До 2015 года музей работал только для проведения специальных мероприятий. С 2015 года музей открылся для массового посещения и всех желающих. В холле музея представлены более 10 000 эмблем зоопарков со всего мира. В центральном и боковых залах представлены экспозиция, посвященная истории Московского зоопарка, в которой можно увидеть свидетельства появления первых животных в зоопарке, различные документы и фотографии, большой макет-миникопию Московского зоопарка, колонну древней цивилизации Египта, естественно-научная экспозиция. В фондах музея имеются вещевой фонд, живопись, скульптура и графика мэтров российской анималистики, таких как Василий Ватагин, Алексей Комаров, Вадим Трофимов, Андрей Марц, Алексей Цветков. Желающие имеют возможность посмотреть видеофильм о зоопарке. Все посетители музея могут оставить свой отзыв в книге почётных гостей. Вход в музей бесплатный.

## Известные работники
- Бёме, Рюрик Львович (1927—2000) — член учёного совета.
- Васильев, Дмитрий Борисович (1963—2025) — ведущий герпетолог, доктор ветеринарных наук.
- Гиппиус, Карл Карлович (1864—1941) — главный архитектор зоопарка в 1920-е годы, автор планировки Новой территории и основных её сооружений: «Острова зверей», павильона «Полярный мир», «Турьей горки».
- Мантейфель, Пётр Александрович (1882—1960) — заместитель директора по научной части в 1924—1937 годах[84], организатор и первый руководитель КЮБЗа, заложил основы экспериментального метода изучения биологии животных, широко привлекая к этой работе КЮБЗовцев.
- Величковский, Михаил Алексеевич (1858/63—1937) — один из ведущих сотрудников 1920-х — 1930-х годов, зав. секциями вивария и обезьян. Репрессирован.
- Перешкольник, Соломон Львович (1936—2017) — ведущий зоолог научно-просветительского отдела, более 40 лет проработал в зоопарке.
- Смолин, Пётр Петрович (1897—1975) — натуралист, зоолог, педагог. Руководитель КЮБЗ.
- Чаплина, Вера Васильевна (1908—1994) — детская писательница-анималист, более 20-ти лет работала в зоопарке, в 1933 году организовала площадку молодняка, возглавляла секцию хищников.

## Знаменитые животные
- Арго (волк)
- Борец (медведь)
- Кинули
- Кузя (кондор)
- Марьям (медведица)
- Раджи
- Самсон (жираф)
- Сиротка (тигрица)
- Шанго (слон)
- Фрина (орангутан)
- Сатурн (аллигатор)

## Память
Документальная фильмография (1920—1960-е годы)
- «Совкиножурнал» № 4, 1925 (2 части, ч/б, немой). РГАКФ: уч. № 215 (…один из сюжетов: животные, поступившие в Московский зоосад).
- «Совкиножурнал» № 2, 1925 (1 часть, ч/б, немой). РГАКФ: уч. № 355 (…один из сюжетов: дети на экскурсии в Московском зоосаде, звери в клетках).
- Киносборник «Моссовет и другие сюжеты», 1925 (4 части, ч/б, немой). РГАКФ: уч. № 594 (…один из сюжетов: звери и птицы в клетках Московского зоосада).
- д/ф «Монгольская парламентская делегация в Москве», 1925 (1 часть, ч/б, немой). РГАКФ: уч. № 623 (…один из сюжетов: Монгольская парламентская делегация посещает зоосад).
- д/ф «Празднование I Мая в Москве», 1925 (1 часть, ч/б, немой). РГАКФ: уч. № 13088 (…один из сюжетов: дети рассматривают зверей и птиц в клетках во время прогулки по зоосаду в день праздника).
- д/ф «Москва», 1927 (7 частей, ч/б, немой). Производство: Совкино. Пробег кино-глаза. Режиссёры: М. Кауфман, И. Копалин операторы: М. Кауфман, И. Беляков, Зотов. РГАКФ: уч. № 2746 (…серия сюжетов: животные и публика в зоопарке).
- «Совкиножурнал» № 52, 1929 (1 часть, ч/б, немой). РГАКФ: уч. № 2073 (…один из сюжетов: пионеры в Московском зоопарке).
- д/ф «Дети в зоопарке. Москва», 1920-е (1 часть, ч/б, немой). РГАКФ: уч. № 430.
- «Совкиножурнал» № 38, 1930 (1 часть, ч/б, немой). РГАКФ: уч. № 2139 (…один из сюжетов: новые животные и птицы Московского зоопарка в клетках).
- д/ф «Живой калейдоскоп (Московский зоопарк)», 1931 (6 частей, ч/б, немой). Производство: Союзкино. Режиссёры-операторы: Марк Культэ и Михаил Кузнецов; научно-популярный фильм о животных Московского зоопарка[85].
- «Совкиножурнал» № 40, 1932 (1 часть, ч/б, немой). Режиссёр: А. Самойлова, операторы: Г. Донец, А. Тамм, В. Микоша, Л. Мазрухо, М. Кауфман, И. Беляков. РГАКФ: уч. № 2284 (…4-й сюжет: Анри Барбюс посещает Московский зоопарк).
- Киносборник «Пионерия» № 9, 1932 (1 часть, ч/б, немой). Оператор: А. Ованесова. РГАКФ: уч. № 2323 (…серия сюжетов: Кружок юных биологов в Московском зоопарке: клетка с тиграми, львёнка взвешивают; обмеривают кролика; лосёнок пьет из бутылки; служащая зоопарка кормит детенышей хорьков и выдр).
- «Союзкиножурнал» № 11, 1932 (1 часть, ч/б, немой). Производство: Союзкинохроника. РГАКФ: уч. № 4281 (заключительные сюжеты: посетители около клеток с животными в Московском зоопарке; соболь в клетке; взвешивание соболёнка на весах; белые медведи в бассейне).
- д/ф «Когда наступает вечер», 1932 (4 части, ч/б, звуковой). Производство: Союзкинохроника. Режиссёры: И. Посельский, Р.Гиков, операторы: Н. Самгин, М. Слуцкий, Р.Кармен, И. Беляков. РГАКФ: уч. № 13317 (заключительный сюжет: посетители Московского зоопарка наблюдают за животными).
- «Совкиножурнал» № 10, 1933 (1 часть, ч/б, немой). Производство: Союзкинохроника. Режиссёр: С. Гуров, операторы: С. Фомин, Станке, Дахно, Г. Донец, В. Соловьёв. РГАКФ: уч. № 2423 (заключительный сюжет: дети наблюдают за утками и лебедями в Московском зоопарке).
- Киносборник «Пионерия» № 7, 1933 (1 часть, ч/б, немой). Режиссёр: И. Сеткина, операторы: В. Соловьёв, И. Беляков, Н. Вихрев, Р. Кармен. РГАКФ: уч. № 13101 (заключительные сюжеты: дети на прогулке в Московском зоопарке у клетки с обезьяной Фриной; обезьяна ест, пьет из кружки, лазает по дереву).
- «Совкиножурнал» № 27, 1934 (1 часть, ч/б, немой). Производство: Союзкинохроника. Режиссёр: В. Бойков, операторы: М. Ошурков, А. Ковальчук, Н. Блажков, З. Бабасьев, Г. Гибер, Р. Голубев. РГАКФ: уч. № 2475 (заключительный сюжет: Московский зоопарк: наблюдения за обезьяной Фриной, привезенной с острова Суматра)
- «Пионерия» № 8, 1934 (1 часть, ч/б, немой). Производство: Союзкинохроника. Режиссёры: А. Ованесова, Л. Снежинская, операторы: В. Николаев, Б. Бурт, А. Лебедев. РГАКФ: уч. № 2502 (…3-й сюжет: дети австрийских рабочих, участвовавших в Венских боях, во время посещения Московского зоопарка).
- Союзкиножурнал" № 8, 1934 (2 части, ч/б, звуковой). Производство: Союзкинохроника. Режиссёр: Л. Степанова, операторы: А. Софьин, И. Самгин. РГАКФ: уч. № 4266 (…4-й сюжет: животные в Московском зоопарке).
- «Пионерия» № 8, 1935 (1 часть, ч/б, немой). Производство: Союзкинохроника. Режиссёр: А. Ованесова, операторы: А. Косицын, С. Авлошенко, И. Писанко, С. Давидсон. РГАКФ: уч. № 2512 (…3-й сюжет: встреча на вокзале прибывшего из Африки в Московский зоопарк бегемота).
- «Совкиножурнал» № 3, 1935 (1 часть, ч/б, немой). Производство: Союзкинохроника. Операторы: Н. Блажков, Ф. Овсяников, А. Тамм, Н. Вихирев, А. Косицын, Р. Кармен. РГАКФ: уч. № 2518 (…8-й сюжет: зима в Московском зоопарке).
- «Совкиножурнал» № 16, 1936 (1 часть, ч/б, звуковой). Режиссёр: Л. Степанова. РГАКФ: уч. № 2858 (заключительный сюжет: сотрудница Московского зоопарка Чаплина и её муж кормят дома львицу Кинули).
- «Совкиножурнал» № 30, 1936 (2 части, ч/б, звуковой). Режиссёр: И. Копалин, операторы: В. Доброницкий, Б. Бурт, И. Семененко, П. Оппенгейм, И. Беляков, Н. Вихирев, М. Ошурков, П. Русанов, Д. Рымарев, В. Собовой, П. Лампрехт. РГАКФ: уч. № 2875 (…9-й сюжет: слоны в новых вольерах Московского зоопарка).
- «Пионерия» № 7, 1936 (1 часть, ч/б, немой). Производство: Союзкинохроника. РГАКФ: уч. № 3275 (…4-й сюжет: животные в Московском зоопарке).
- Киносборник «СССР на экране» № 8, 1937 (1 часть, на французском языке, ч/б, немой). РГАКФ: уч. № 3476 (…8-й сюжет: Московский зоопарк: дети у площадки молодняка).
- «СССР на экране» № 5, вторая половина 1930-х (1 часть, ч/б, звуковой). РГАКФ: уч. № 32955 (…2-й сюжет: Московский зоопарк: лебеди в пруду, павлин, тигр; медвежата белые и бурые, волчонок, козлёнок — на площадке молодняка; служащие зоопарка кормят зверей обедом, медвежонка и детеныша соболя кормят из бутылочек; посетители у клеток с обезьянами).
- «Совкиножурнал» № 19, 1938 (1 часть, ч/б, звуковой). Режиссёр: М. Фиделева. РГАКФ: уч. № 2981 (…8-й сюжет: в Московском зоопарке плавают лебеди, гуляют пингвины).
- «Пионерия» № 5, 1938 (1 часть, ч/б, звуковой). Производство: Союзкинохроника. Режиссёры: А. Ованесова, Л. Снежинская, операторы: Б. Небылицкий, В. Штатланд, Г. Еремеев, В. Доброницкий, В. Фроленко. РГАКФ: уч. № 3308 (…4-й сюжет: вылупливание страусёнка из яйца, находящегося в инкубаторе Московского зоопарка, юннат Володя Григорьев кормит страусят, пингвины на прогулке).
- д/ф «В Уссурийской тайге», 1938 (1 часть, ч/б, звуковой). Производство: Московская и Хабаровская ст. Союзкинохроники. Режиссёр: В. Ерофеев, оператор: Н. Лыткин. РГАКФ: уч. № 4046 (заключительный сюжет: уссурийские тигры в Московском зоопарке, посетители у клеток).
- Киносборник «Звездочка» № 2, 1938 (1 часть, ч/б, звуковой). Производство: Московская студия Союзкиножурнал. Режиссёр: М. Верейкис, операторы: Н. Лыткин, И. Самгин. РГАКФ: уч. № 13540 (…серия сюжетов в Московском зоопарке: лебеди в пруду, львята на площадке молодняка, слоны, белые медведи в вольерах, тигры в клетке).
- сборник «Пионерия» № 6, 1939 (1 часть, ч/б, немой). Производство: Московская ст. кинохроники. Режиссёр: В. Шарапова, операторы: В. Доброницкий, В. Шнейдеров, Д. Рымарев, Богдан, В. Збудский. РГАКФ: уч. № 13562 (…серия сюжетов в Московском зоопарке: звери в зоопарке, юннаты ухаживают за детенышами).
- «Пионерия» № 9, 1939 (1 часть, ч/б, звуковой). Производство: Союзкинохроника. Режиссёр: А. Ованесова, операторы: В. Доброницкий, C Семёнов, Я. Славин, В. Шнейдеров, Д. Рымарев. РГАКФ: уч. № 3326 (…4-й сюжет: Московский зоопарк: гуси и лебеди в пруду, белые медведи в воде, слоны в бассейне, юннаты взвешивают собаку Динго, играют с медвежонком).
- Научно-популярный фильм «Исследование инстинктов у хищников и млекопитающих» (в 2-х частях, на немецком языке, ч/б, звуковой). 1939. Производство киностудии «Мостехфильм», режиссёр Б. Павлов, научный консультант В. Чаплина, оператор Г. Трояновский. РГАКФ: уч. № 32962 (…серия сюжетов в Московском зоопарке: леопард и тигр в клетках; обезьяна с детенышем; животные играют на площадке молодняка, в их числе: бурые и белые медвежата, кошки, собаки, козлята, волчата, тигрёнок, львята; сотрудница зоопарка кормит зверят молоком из бутылки).
- «Звездочка» № 2, 1940 (1 часть, ч/б, немой). Производство: Союзкинохроника. РГАКФ: уч. № 3582 (серия сюжетов в Московском зоопарке: лебеди плавают в озере, тигры, белые медведи, слоны, дети в зоопарке).
- Киносборник «Новости дня» № 31, 1946 (1 часть, ч/б, звуковой). Производство ЦСДФ, режиссёр И. Копалин. РГАКФ: уч. № 5305. (…один из сюжетов: животные в Московском зоопарке).
- «Пионерия» № 9—10, 1946 (3 части, ч/б, звуковой). Производство ЦСДФ, режиссёр А. Ованесова. РГАКФ: уч. № 5342. (…один из сюжетов: животные в Московском зоопарке).
- «Пионерия» № 4, 1950 (1 часть, ч/б, звуковой). Производство ЦСДФ, режиссёр М. Семенова, операторы: Н. Киселёв, С. Семенов, Г. Асланов, И. Михеев, И. Запорожский, РГАКФ: уч. № 7172. (…один из сюжетов: Московский зоопарк: животные в вольерах, птицы в пруду).
- д/ф «В Московском зоопарке» (2 части). 1951. Режиссёр Т. Лаврова, операторы: А. Левитан, С. Уралов. РГАКФ: уч. № 7892.
- «Новости дня» № 20, апрель 1953 (1 часть, ч/б, звуковой). Производство ЦСДФ, режиссёр Л. Дербышева. РГАКФ: уч. № 15068. (…один из сюжетов: площадка молодняка в Московском зоопарке).
- «Пионерия» № 5, 1955 (1 часть, ч/б, звуковой). Производство ЦСДФ, режиссёр М. Семенова. РГАКФ: уч. № 14912. (заключительные сюжеты: экскурсия детей в Московский зоопарк; члены биологического кружка зоопарка ухаживают за животными).
- «Новости дня» № 3, 1956 (1 часть, ч/б, звуковой). Производство ЦСДФ, режиссёр С. Репников, операторы: И. Беляков, А. Хавчин, А. Колесников, С. Киселёв, Р. Вилесова, А. Колошин. РГАКФ: уч. № 15255. (…один из сюжетов: врач-ветеринар осматривает зверей Московского зоопарка, оказывает им медицинскую помощь).
- «Московская кинохроника» № 4, 1957 (1 часть, ч/б, звуковой). Производство ЦСДФ, режиссёр К. Эггерс, операторы: М. Ошурков, А. Сологубов, Е. Серов. РГАКФ: уч. № 15009. (…один из сюжетов: лебеди и гуси в пруду зоопарка, тигрята, пони).
- «Московская кинохроника» № 7, 1958 (1 часть, ч/б, звуковой). Производство ЦСДФ, режиссёр Е. Козина. РГАКФ: уч. № 15857. (…один из сюжетов: Посетители Московского зоопарка рассматривают зверей).
- д/ф «Приключение двух медвежат» (2 части, цветной, звуковой). 1959. Производство ЦСДФ, режиссёр И. Венжер, оператор В. Копалин. РГАКФ: уч. № 15449 (…заключительный сюжет: медвежата на площадке молодняка Московского зоопарка).
- «Новости дня» № 19, 1959 (1 часть, ч/б, звуковой). Производство ЦСДФ, режиссёр И. Сеткина, операторы: Г. Голубов, С. Коган, Л. Михайлов, П. Опрышко, В. Гура, О. Лебедев, И. Михеев. РГАКФ: уч. № 15255. (…один из сюжетов: пруд в Московском зоопарке, лебеди на пруду, животные, птицы в вольерах зоопарка, дети у клеток с животными).
- «Пионерия» № 5, 1960 (1 часть, ч/б, звуковой). Производство ЦСДФ, режиссёр Т. Лаврова, операторы: А. Вакурова, Ю. Егоров, Г. Серов, П. Федоров, Э. Эльяс, В. Бойков, И. Шагин. РГАКФ: уч. № 18532. (заключительные сюжеты: юннаты ухаживают за обитателями Московского зоопарка. Кормят зверей, записывают свои наблюдения, несут животных в поликлинику).
- д/ф «По зоопарку». 1961. Автор Р. Котс, оператор А. П. Анжанов (один день из жизни Московского зоопарка).
- «Пионерия» № 4, 1962 (1 часть, ч/б, звуковой). Производство ЦСДФ, режиссёр Е. Залкинд, операторы: В. Усанов, Н. Даньшин, И. Запорожский, Е. Аккуратов, В. Ковальчук. РГАКФ: уч. № 19877. (…один из сюжетов: юные натуралисты ухаживают за слонёнком по кличке Сидеви в Московском зоопарке: играют с ним в мяч, кормят его).
- д/ф «Праздник труда и мира», 1963 (2 части, цветной, звуковой). Производство ЦСДФ, режиссёр И. Сеткина, операторы: А. Хавчин, В. Ходяков. РГАКФ: уч. № 18740 (…один из сюжетов: Московский зоопарк: медвежонок на площадке молодняка, цапля, черные лебеди).
- «Новости дня» № 21, 1964 (1 часть, ч/б, звуковой). Производство ЦСДФ, режиссёр А. Рыбакова. РГАКФ: уч. № 20802 (…5-й сюжет: Московский зоопарк, площадка молодняка: играют медвежата, щенки, лисёнок и другие звери; публика у барьера).
- «Новости дня» (1 часть). 1964, № 37. Производство ЦСДФ, режиссёр Б. Небылицкий. РГАКФ: уч. № 20818 (…серия сюжетов в Московском зоопарке: птицы в пруду, площадка молодняка, тюлень, жирафы, слон, посетители у клеток и вольеров).

Зоопарк в филателии
- На Викискладе есть медиафайлы по теме Московский зоопарк в филателии

Почтовые марки СССР, 1964 год, «К столетию Московского зоопарка»
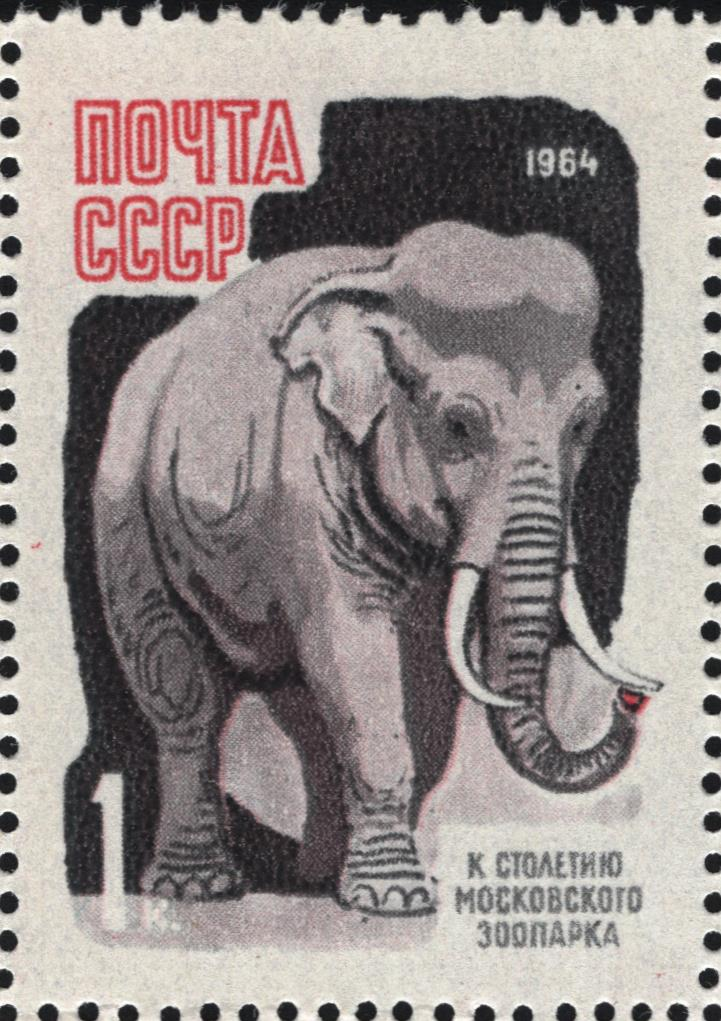
Слон
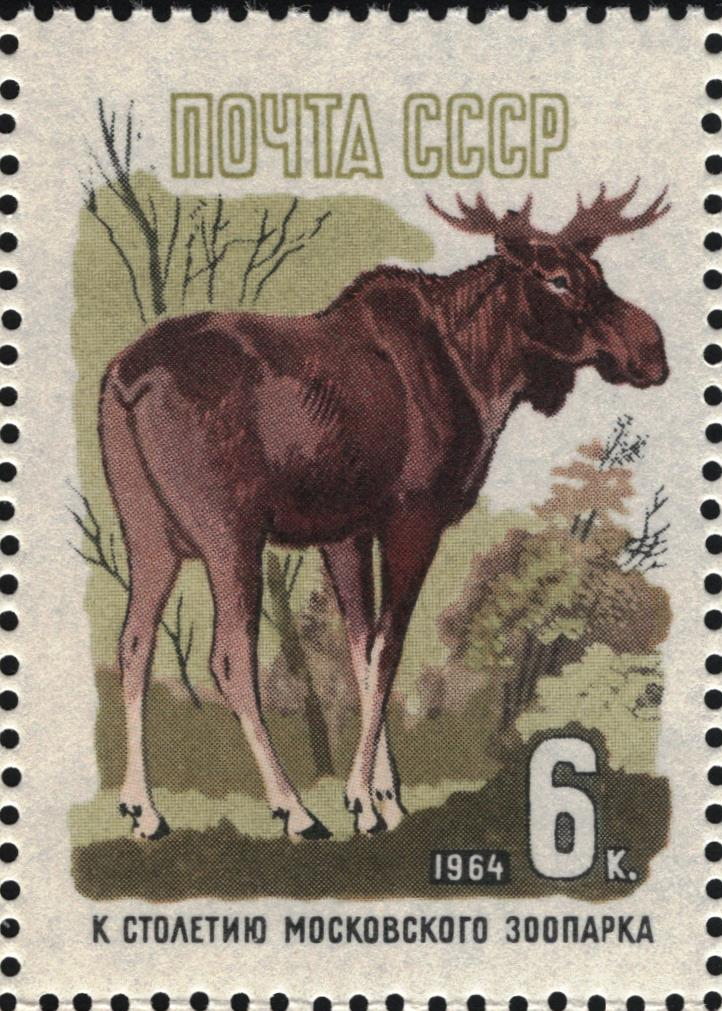
Лось
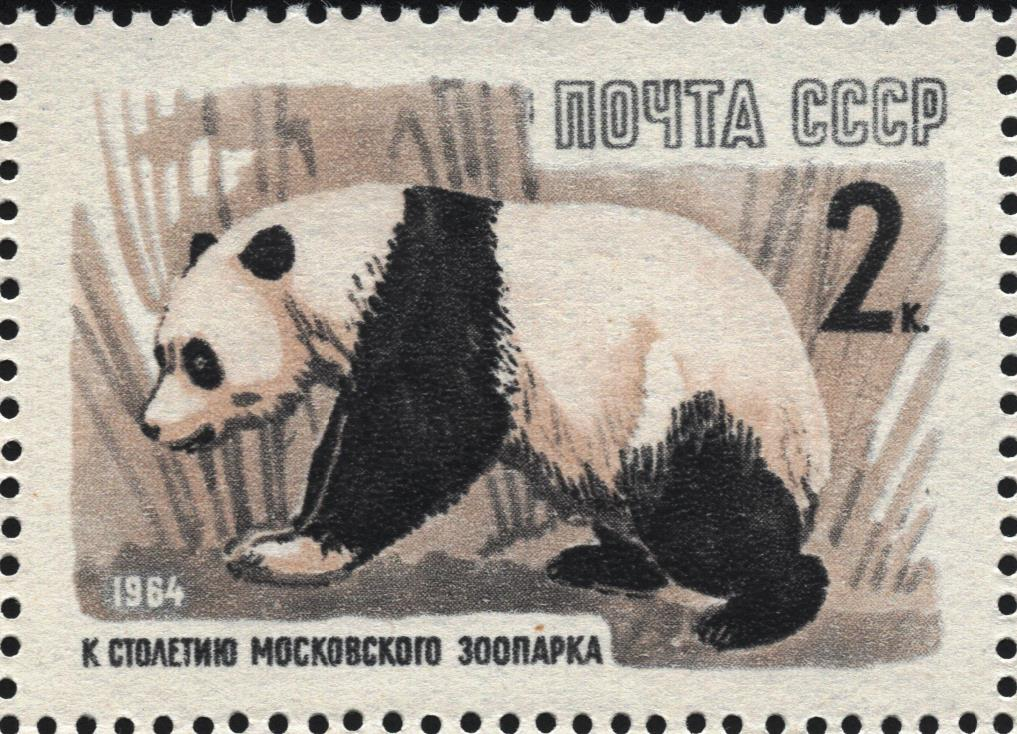
Большая панда
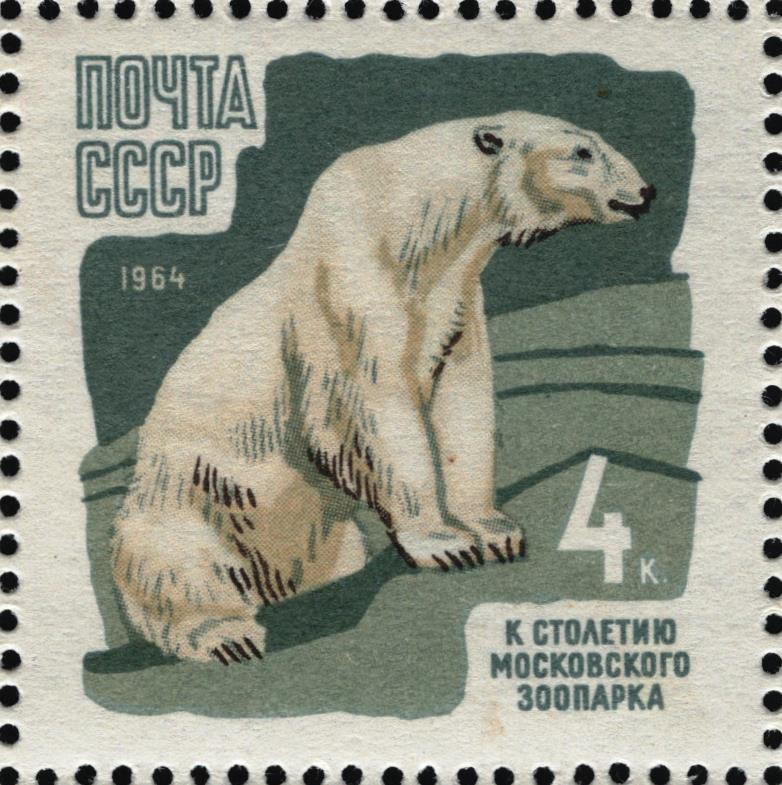
Белый медведь
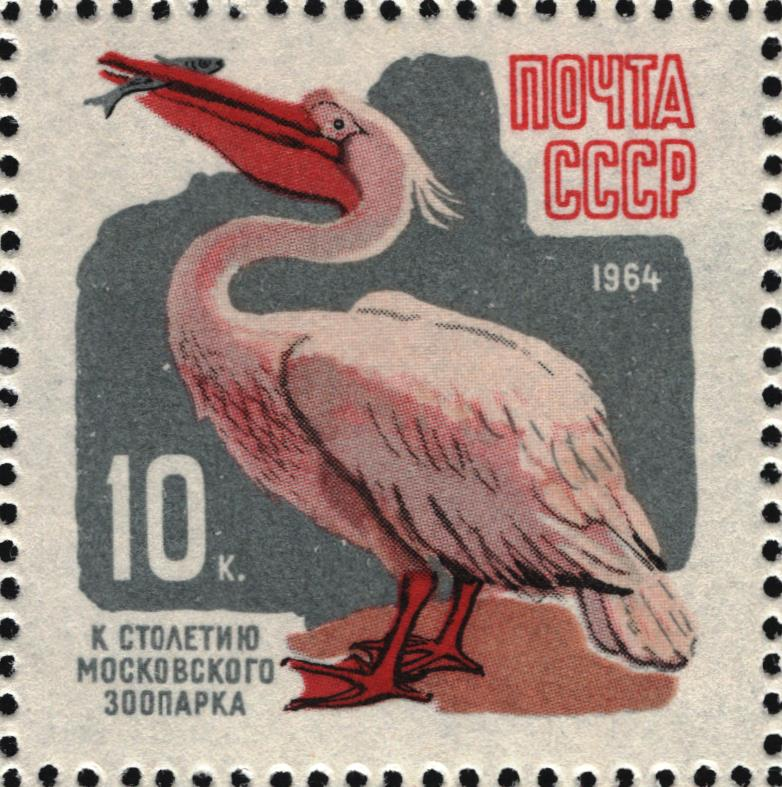
Розовый пеликан
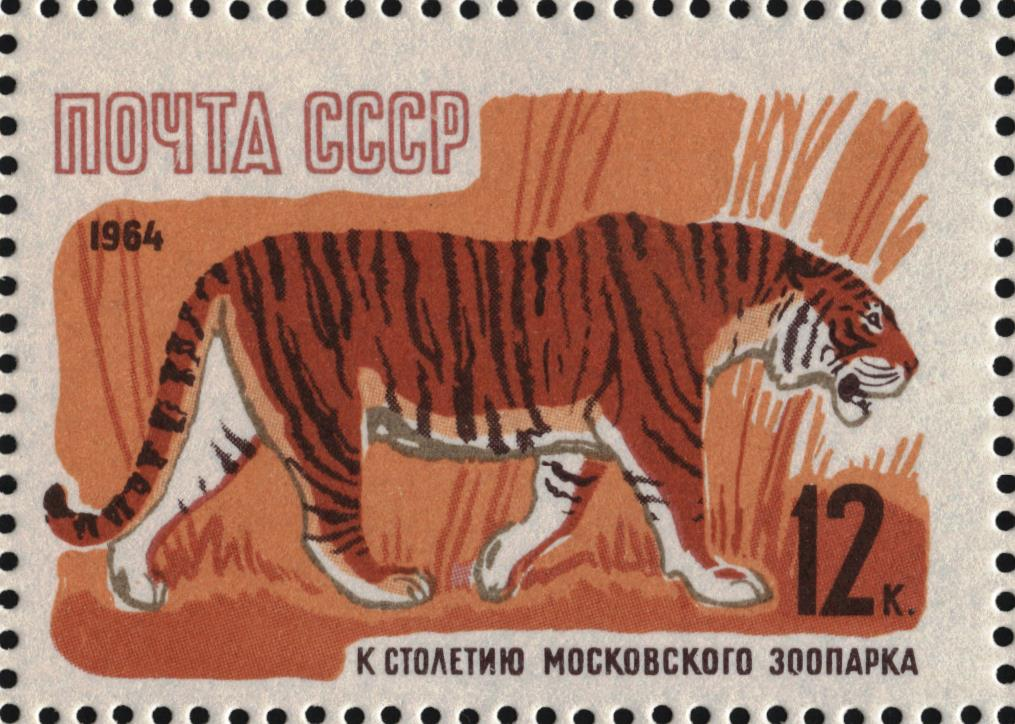
Тигр
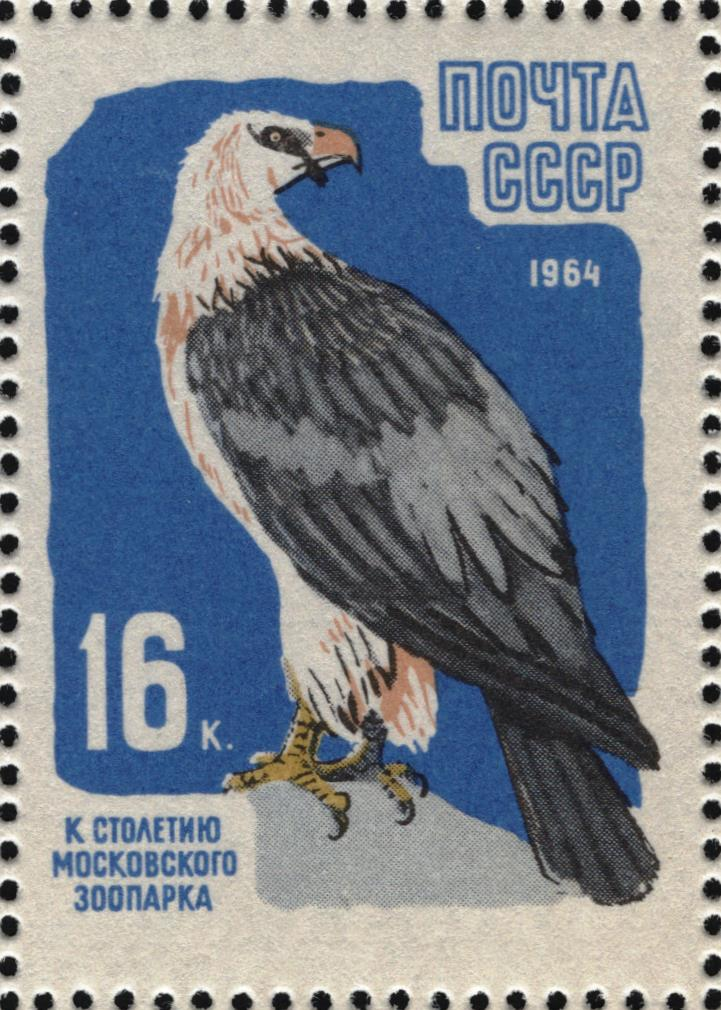
Бородач

Почтовые марки СССР, 1984 год, «120 лет Московскому зоопарку»
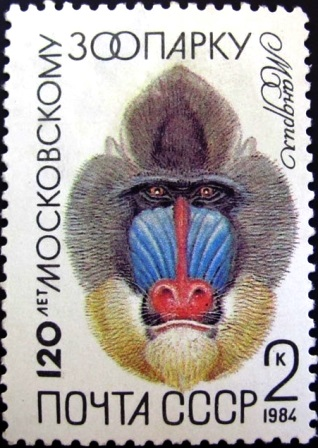
Мандрил
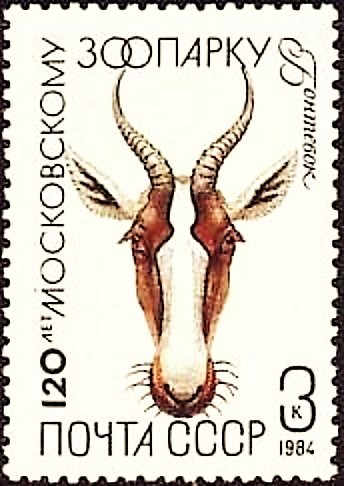
Бонтебок
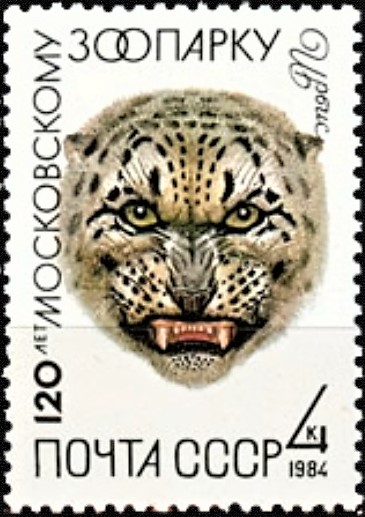
Ирбис
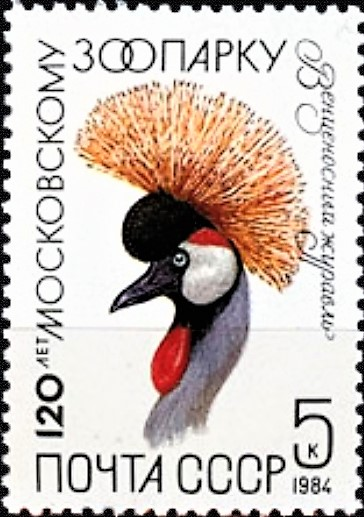
Венценосный журавль
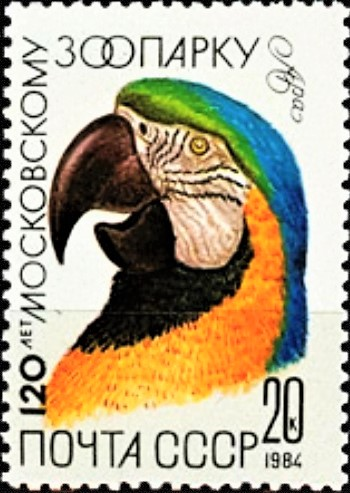
Ара

Почтовый блок России, 2014 год, «150 лет Московскому зоопарку»
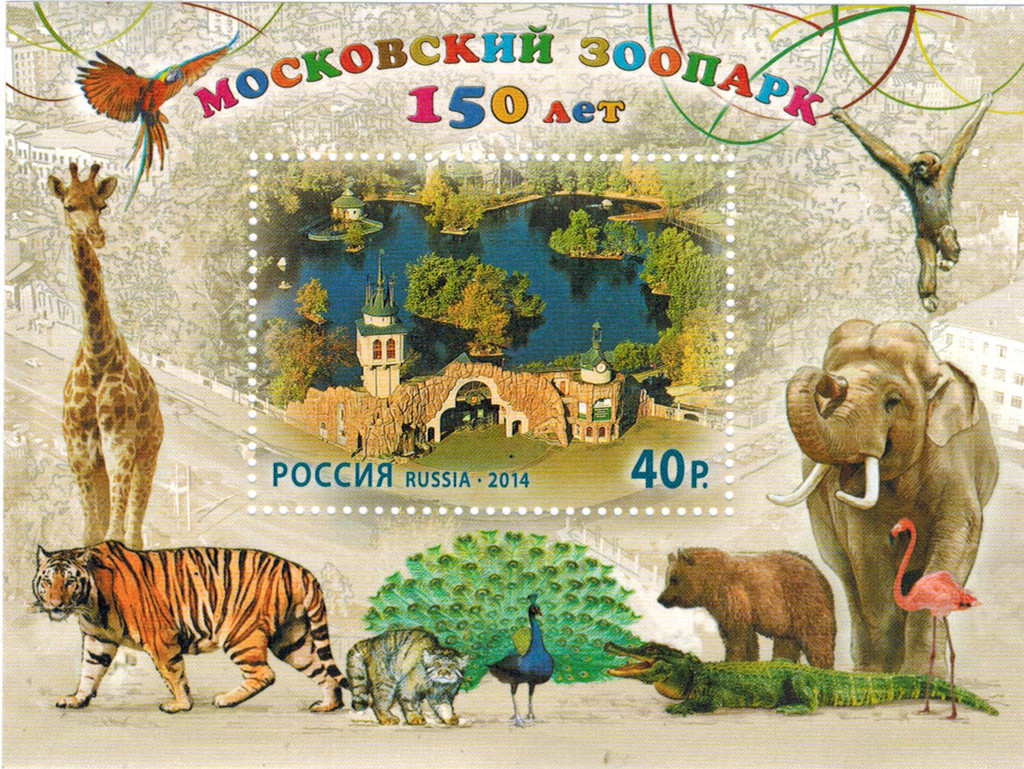
Центральный вход; ара, жираф, тигр, манул, синий павлин, кайман, бурый медведь, индийский слон, фламинго, гиббон

## События и происшествия
9 июля 2013 года в результате перегрузки обрушился двухметровый деревянный помост, предназначенный для кормления посетителями жирафа Самсона. Пострадало 13 человек, в том числе трое детей. С переломами они доставлены в больницы города. Состояние восьмилетнего ребёнка, получившего переломы позвоночника и плечевой кости, оценивалось как критическое.
7 мая 2015 года во время съёмки сюжета о соблюдении правил безопасности в зоопарке на журналистов телекомпании РЕН ТВ напали охранники зоопарка, ударили корреспондента, повредили съёмочную технику и блокировали журналистов. Через некоторое время прибывшие в зоопарк сотрудники полиции освободили из плена съёмочную группу.